# فهرست آثار ملی شهرستان زنجان
شهرستان زنجان از شهرستان‌های استان زنجان است. مرکز این شهرستان شهر زنجان است.
حمدالله مستوفی، تاریخ‌نگار نامدار، بنیاد شهر زنجان را از اردشیر بابکان، سردودمان ساسانیان دانسته و نام نخستین این شهر را شهین ذکر کرده‌است. مآخذ و منبع مستوفی در مورد کلمه شهین که به زنگان گفته می‌شد مبهم است و تاکنون هیچ منبع موثق دیگری در این ارتباط اظهار نظر ننموده‌است. در لغتنامهٔ دهخدا هم در سرواژهٔ شهین چنین نوشته: «شهین نام شهر زنگان است و معرب آن زنجان باشد و گویند این شهر را اردشیر بابکان بنا کرده‌است.». شهری بود بزرگ در میان ری و آذربایجان، و وجه تسمیه آن، مخفف زندگان یعنی اهل کتاب زند است، و زندیگان زنگان شده و دال او محذوف گردیده.

## آثار ثبت‌شده
| ردیف | نام اثر                                   | نگاره          | دیرینگی                             | موقعیت                                                                                           | شمارهٔ ثبت | تاریخ ثبت  | منبع  |
| ---- | ----------------------------------------- | -------------- | ----------------------------------- | ------------------------------------------------------------------------------------------------ | --------- | ---------- | ----- |
| ۱    | مسجد جامع قروه                            | بارگذاری تصویر | قرن ۵ ق                             | بخش مرکزی شهرستان ابهر                                                                           | ۴۳۳       | ۱۳۴۱/۱۲/۰۵ | [ ۳ ] |
| ۲    | گورستان ساری تپه                          |                | هزاره یک ق‌م اشکانی (پارت)           | شمال کوه قره تپه                                                                                 | ۱۰۴۹      | ۱۳۵۴/۱۲/۱۳ |       |
| ۳    | تپه باستانی قزل ارخ                       |                | ساسانی                              | ۶ کیلومتری قریه تهم                                                                              | ۱۰۵۰      | ۱۳۵۴/۱۲/۱۳ |       |
| ۴    | مسجد خانم                                 |                | قرن ۱۳ ق                            | کوچه مسجد داخل شهرستان زنجان                                                                     | ۱۰۵۵      | ۱۳۵۴/۰۲/۱۰ |       |
| ۵    | مسجد جامع سید                             |                | اوایل قاجار                         | در ضلع جنوبی سبزه میدان زنجان                                                                    | ۱۰۵۶      | ۱۳۴۲/۰۲/۱۰ |       |
| ۶    | ساخسی تپه                                 |                | قرن ۶ ق                             | قریه قولی قصه، قلی قصه،                                                                          | ۱۱۲۸      | ۱۳۵۴/۰۹/۱۷ |       |
| ۷    | سولیجار تپه                               |                | هزاره یک ق‌م                         | حسن ابدالی در ۷ کیلومتری شرق زنجان                                                               | ۱۱۳۰      | ۱۳۵۴/۰۹/۱۷ |       |
| ۸    | تپه اندآباد علیا                          |                | قرن ۶ و ۷ ق                         | در قریه اندرآباد                                                                                 | ۱۱۳۱      | ۱۳۵۴/۰۹/۱۷ |       |
| ۹    | منجیق تپه                                 |                | هزاره یک ق‌م ـ قرن ۶ و ۷ ق           | قریه نیماور                                                                                      | ۱۱۳۴      | ۱۳۵۴/۰۹/۱۷ |       |
| ۱۰   | یاستی قلعه (یاسدی قلعه)                   |                | ساسانی                              | بخش ماه نشان، دهکده یاستی قلعه                                                                   | ۱۳۶۵      | ۱۳۵۶/۰۱/۲۲ |       |
| ۱۱   | داشلی تپه یا داشی تپه                     |                | قرن ۶ و ۷ ق                         | قریه مهرآباد                                                                                     | ۱۳۸۵      | ۱۳۵۶/۰۲/۱۹ |       |
| ۱۲   | تپه گل تپه                                |                | هزاره دو ق‌م تا قرن ۶ و ۷ ق          | قریه گل تپه سمت چپ جاده زنجان                                                                    | ۱۳۸۸      | ۱۳۵۶/۰۲/۱۹ |       |
| ۱۳   | تپه قلعه                                  |                | قرن ۶ و ۷ ق                         | قریه ضیاءآباد                                                                                    | ۱۳۸۹      | ۱۳۵۶/۰۲/۱۹ |       |
| ۱۴   | تپه حاجی پیر                              |                | ساسانی ـ اسلامی                     | قریه حبش                                                                                         | ۱۳۹۰      | ۱۳۵۶/۰۲/۱۹ |       |
| ۱۵   | منجیق تپه                                 |                | قرن ۶ و ۷ ق                         | قریه اردین                                                                                       | ۱۳۹۱      | ۱۳۵۶/۰۲/۱۹ |       |
| ۱۶   | تپه کلیسا                                 |                | قرن ۶ و ۷ ق                         | قریه قیطول                                                                                       | ۱۳۹۳      | ۱۳۵۶/۰۲/۱۹ |       |
| ۱۷   | گاورتپه                                   |                | هزاره ۳ ق‌م                          | حاشیه رودخانه قزل اوزن                                                                           | ۱۴۳۶      | ۱۳۵۲/۰۲/۱۹ |       |
| ۱۸   | قزلار قلعه سی                             |                | قرن ۶ و ۷ ق                         | کنار قریه قلا بیر علیا                                                                           | ۱۴۳۷      | ۱۳۵۲/۰۲/۱۹ |       |
| ۱۹   | بازار زنجان                               |                | قاجاریه                             | خیابان امام                                                                                      | ۱۴۴۰      | ۱۳۵۶/۰۶/۱۴ |       |
| ۲۰   | چال صورت تپه                              |                | قرن ۶ و ۷ ق                         | ماه نشان، جاده باریکی از قریه شیخ جابر                                                           | ۱۴۴۴      | ۱۳۵۶/۰۷/۱۱ |       |
| ۲۱   | منجوق لغ تپه                              |                | ساسانی                              | ماهنشان، جنوب قریه باستی قلعه                                                                    | ۱۴۴۵      | ۱۳۵۶/۰۷/۱۱ |       |
| ۲۲   | قبرستانهای نور علی بلاغی                  |                | هزاره ۳ و دو ق. م                   | قریه جابرلو، روستای قلتون                                                                        | ۱۴۴۶      | ۱۳۵۶/۰۷/۱۱ |       |
| ۲۳   | تپه آق‌بلاغ                                |                | قرن ۶ و ۷ ق                         | ۲۰ ک غرب روستای قلتوق                                                                            | ۱۴۴۷      | ۱۳۵۶/۰۷/۱۱ |       |
| ۲۴   | تپه آرغاجی                                |                | هزاره ۳ و دو ق. م                   | جنوب شرقی جلگه سرسبز و خرم دهکده آغل                                                             | ۱۴۴۹      | ۱۳۵۶/۰۷/۱۱ |       |
| ۲۵   | تپه باستانی قلعه قرخ قز                   |                | قرن ۶ و ۷ ق                         | ۳ کیلومتری شمال ده قریه سعید                                                                     | ۱۴۵۰      | ۱۳۵۶/۰۷/۱۱ |       |
| ۲۶   | چاخ چاخ تپه                               |                | قرن ۶ تا ۹ ق                        | مسیر آغل بیک سفلی به قریه آغ بلاغ                                                                | ۱۴۵۱      | ۱۳۵۶/۰۷/۱۱ |       |
| ۲۷   | تپه قلعه تپه سی                           |                | قرون اولیه اسلام تا قرن ۱۰ ق        | غرب دهکده دوزکند                                                                                 | ۱۴۵۲      | ۱۳۵۶/۰۷/۱۱ |       |
| ۲۸   | تپه قوچی کندی                             |                | هزاره دو ق‌م                         | ۵ کیلومتری جنوب قریه چایرلو                                                                      | ۱۴۵۴      | ۱۳۵۶/۰۷/۱۱ |       |
| ۲۹   | تپه سلطان‌بلاغی                            |                | هزاره دو ق‌م                         | ۵/۳ کیلومتری جنوب شرقی آقکند                                                                     | ۱۴۵۵      | ۱۳۵۶/۰۷/۱۱ |       |
| ۳۰   | قلعه بهستان                               |                | قرن ۵ ق                             | کنار رودخانه قزل اوزن                                                                            | ۱۴۵۸      | ۱۳۵۶/۰۷/۱۱ |       |
| ۳۱   | پل میر بهاءالدین                          |                | قاجاریه                             | بر روی رودخانه زنجانرود                                                                          | ۱۴۸۴      | ۱۳۵۶/۰۷/۱۸ |       |
| ۳۲   | پل سردار                                  |                | قاجاریه                             | بر روی رودخانه زنجان رود                                                                         | ۱۴۸۵      | ۱۳۵۶/۰۷/۱۸ |       |
| ۳۳   | پل حاج سید محمد                           |                | قاجاریه                             | بر روی رودخانه زنجانرود                                                                          | ۱۴۸۶      | ۱۳۵۶/۰۷/۱۸ |       |
| ۳۴   | بنای رخت‌شوی‌خانه                           |                |                                     | خ سعدی و داود قلی                                                                                | ۱۷۴۷      | ۱۳۷۵/۰۴/۱۱ |       |
| ۳۵   | خانه ذوالفقاری                            |                | قاجاریه                             | خ ذوالفقاری، شهرستان زنجان                                                                       | ۱۸۵۲      | ۱۳۷۵/۱۲/۲۵ |       |
| ۳۶   | کاروان‌سرای سنگی                           |                | صفویه                               | میدان انقلاب، خ، سعدی جنوبی متصل به اداره                                                        | ۲۱۲۸      | ۱۳۷۷/۰۷/۱۲ |       |
| ۳۷   | ساختمان دارائی (بنا و باغ)                |                |                                     | شمال سبزه میدان                                                                                  | ۲۳۳۵      | ۱۳۷۸/۰۳/۰۸ |       |
| ۳۸   | مسجد عباسقلی                              |                | قاجاریه                             | خیابان سعدی                                                                                      | ۲۳۷۴      | ۱۳۷۸/۰۵/۲۳ |       |
| ۳۹   | بنای تاریخی حمام حسینیه اعظم زنجان        |                | قاجاریه                             | خیابان فردوسی                                                                                    | ۲۳۷۹      | ۱۳۷۸/۰۵/۲۳ |       |
| ۴۰   | تپه چهل‌خانه                               |                | تاریخی                              | شمال روستای انگوران                                                                              | ۲۴۱۲      | ۱۳۷۸/۰۶/۰۲ |       |
| ۴۱   | کشتارگاه زنجان                            |                | اواخر قاجار ـ پهلوی اول             | محله قدیمی قوپاچاجی خ، کمربندی خیام                                                              | ۲۵۹۲      | ۱۳۷۸/۱۱/۲۷ |       |
| ۴۲   | بنای توفیقی                               |                | اواخر قاجار ـ پهلوی                 | محله غریبه بالا معروف به محله خرابه رجی                                                          | ۲۶۶۴      | ۱۳۷۸/۱۲/۲۵ |       |
| ۴۳   | مدرسه شریعتی                              |                | پهلوی اول (۱۳۰۴ ه‍.ش)                 | محله قدیمی یوخاری باشی دروازه رشت                                                                | ۲۶۸۹      | ۱۳۷۹/۰۳/۱۷ |       |
| ۴۴   | مسجد اسحاق میرزا زنجان                    |                | قاجاریه                             | خ آیت الله طالقانی ضلع شمالی محله سرچشمه                                                         | ۲۷۶۵      | ۱۳۷۹/۰۵/۱۹ |       |
| ۴۵   | میل خوئین                                 |                | از قرن ۵ تا ۷ ق                     | ک ۶۰ جاده زنجان بیجار روستای خوئین                                                               | ۲۸۷۴      | ۱۳۷۹/۰۸/۱۶ |       |
| ۴۶   | آرامگاه مجتهدی                            |                | قاجاریه (۱۲۶۹ ق)                    | اواسط خ نواب صفوی حدفاصل بازار پائین                                                             | ۲۹۶۷      | ۱۳۷۹/۱۰/۲۸ |       |
| ۴۷   | خانه خدیوی                                |                | پهلوی                               | محله دالان آلتی، ضلع جنوبی خ هفت تیر                                                             | ۲۹۶۸      | ۱۳۷۹/۱۰/۲۸ |       |
| ۴۸   | خانه شیخ‌الاسلامی                          |                | ۱۱۳۶ ق                              | محوطه بازار، بین خ فردوسی ضیائی، کوچه شیخ الاسلام                                                | ۲۹۶۹      | ۱۳۷۹/۱۰/۲۸ |       |
| ۴۹   | کاروان‌سرای نیک‌پی                          |                | صفویه                               | ۳۵ کیلومتری شمال غرب زنجان، بخش زنجانرود، روستای نیک‌پی                                           | ۳۵۲۹      | ۱۳۷۹/۱۲/۲۵ |       |
| ۵۰   | قلعه سهرین                                |                | قرن ۵–۶ ق                           | ۳۰ کیلومتری شمال غربی شهرستان زنجان، دو کیلومتری ضلع شمال غربی روستای سهرین                      | ۴۰۰۱      | ۱۳۸۰/۰۷/۱۰ |       |
| ۵۱   | تپه قلعه قره تپه                          |                | پیش از تاریخ ـ تاریخی               | ۸ کیلومتری شرق شهرستان زنجان، روستای نقطه بندی                                                   | ۴۲۳۲      | ۱۳۸۰/۰۹/۰۵ |       |
| ۵۲   | منجیق تپه                                 |                | تاریخی ـ اسلامی                     | ۳۶ کیلومتری غرب شهر زنجان، ضلع شرقی سه راهی ماهنشان، روستای دره لیک                              | ۴۲۳۳      | ۱۳۸۰/۰۹/۰۵ |       |
| ۵۳   | تپه چاناق بلاغی                           |                | تاریخی واسلامی                      | ۳۶ کیلومتری غرب شهرستان زنجان، روستای دره لیک                                                    | ۴۲۳۴      | ۱۳۸۰/۰۹/۰۵ |       |
| ۵۴   | تپه باستانی شاه بلاغی                     |                | اسلامی                              | ۴۶ کیلومتری غرب شهرستان زنجان، روستای ارمغانخانه                                                 | ۴۲۳۵      | ۱۳۸۰/۰۹/۰۵ |       |
| ۵۵   | تپه باستانی قبله بلاغی                    |                | تاریخی ـ اسلامی                     |                                                                                                  | ۴۲۳۶      | ۱۳۸۰/۰۹/۰۵ |       |
| ۵۶   | تپه قند علی                               |                | تاریخی                              | ۴۰ کیلومتری شرق زنجان، ۲۰۰ م غرب روستای سلمان کندی                                               | ۴۲۳۷      | ۱۳۸۰/۰۹/۰۵ |       |
| ۵۷   | تپه تورپاق قلعه ارمغانخانه                |                | اسلامی                              | ۴۶ کیلومتری شمال زنجان، دو کیلومتری جنوب روستای ارمغانخانه                                       | ۴۲۳۸      | ۱۳۸۰/۰۹/۰۵ |       |
| ۵۸   | تپه باستانی باغلوجه آقا                   |                | تاریخی ـ اسلامی                     | ۲۹ کیلومتری غرب شهر زنجان ضلع غربی روستای باغلوجه                                                | ۴۲۳۹      | ۱۳۸۰/۰۹/۰۵ |       |
| ۵۹   | تپه بلاغ (سلمان کندی)                     |                | اسلامی                              | ۴۰ کیلومتری شرق زنجان، ۳ کیلومتری شمال روستای سلمان کندی                                         | ۴۲۴۰      | ۱۳۸۰/۰۹/۰۵ |       |
| ۶۰   | محوطه باستانی سایان                       |                | تاریخی                              | ۳ کیلومتری شرق زنجان، ضلع جنوبی روستای سایان                                                     | ۴۲۴۱      | ۱۳۸۰/۰۹/۰۵ |       |
| ۶۱   | تپه داش قاباقی                            |                | اسلامی                              | ۷۵ کیلومتری غرب شهرستان زنجان، ۵۰۰ م غرب روستای حاجی سیران                                       | ۴۲۴۲      | ۱۳۸۰/۰۹/۰۵ |       |
| ۶۲   | تپه چمخاق داشلی                           |                | اسلامی                              | ۸ کیلومتری شرق زنجان، ۷۰۰ م جنوب روستای نقطه بندی                                                | ۴۲۴۳      | ۱۳۸۰/۰۹/۰۵ |       |
| ۶۳   | تپه قلعه باشیز                            |                | تاریخی ـ اسلامی                     | ۷۷ کیلومتری غرب شهر زنجان، ابتدای روستای باشیز                                                   | ۴۲۴۴      | ۱۳۸۰/۰۹/۰۵ |       |
| ۶۴   | شاگول تپه                                 |                | اسلامی                              | ۸ کیلومتری شرق زنجان، ضلع جنوبی روستای نقطه بندی                                                 | ۴۲۴۵      | ۱۳۸۰/۰۹/۰۵ |       |
| ۶۵   | تپه قایالی اسفناج                         |                | تاریخی                              | ۳۰ کیلومتری غرب شهر زنجان، روستای اسفناج                                                         | ۴۲۴۶      | ۱۳۸۰/۰۹/۰۵ |       |
| ۶۶   | تپه قلعه چارخ‌آباد                         |                | اسلامی                              | ۶۷ کیلومتری شهرستان زنجان، روستای قبله بلاغی                                                     | ۴۲۴۷      | ۱۳۸۰/۰۹/۰۵ |       |
| ۶۷   | تپه قلعه قندر قالو                        |                | اسلامی                              | ۷۰ کیلومتری غربت زنجان، روستای قند رقالو                                                         | ۴۲۴۸      | ۱۳۸۰/۰۹/۰۵ |       |
| ۶۸   | محوطه باستانی چمخاق کندی                  |                | تاریخی ـ اسلامی                     | ۷۵ کیلومتری غرب زنجان، روستای حاجی سیران                                                         | ۴۲۴۹      | ۱۳۸۰/۰۹/۰۵ |       |
| ۶۹   | تپه باستانی برج اوستی                     |                | تاریخی ـ اسلامی                     | ۲۰ کیلومتری شرق شهرستان زنجان، روستای بولاماجی                                                   | ۴۳۰۴      | ۱۳۸۰/۰۹/۰۵ |       |
| ۷۰   | آق تپه بهرام بیگ                          |                | هزاره ۴ ق‌م تا تاریخی                | استان زنجان، شهرستان زنجان، بخش مرکزی، روستای بهرام بیگ                                          | ۶۱۶۴      | ۱۳۸۱/۰۷/۰۷ |       |
| ۷۱   | تپه خراب گلیجه                            |                | تاریخی ـ اسلامی                     | استان زنجان، شهرستان زنجان، بخش مرکزی، روستای گلیجه                                              | ۶۱۶۵      | ۱۳۸۱/۰۷/۰۷ |       |
| ۷۲   | تپه قلعه گاور قبر                         |                | تاریخی                              | شهرستان زنجان، بخش مرکزی، ناحیه قره پشتکوه، روستای قارقاقولون                                    | ۶۱۶۶      | ۱۳۸۱/۰۷/۰۷ |       |
| ۷۳   | گرگان تپه آق کند                          |                | هزاره ۴ ق‌م تا اسلامی                | شهرستان زنجان، بخش مرکزی، روستای آق کند                                                          | ۶۱۶۷      | ۱۳۸۱/۰۷/۰۷ |       |
| ۷۴   | تپه برونده                                |                | هزاره دو ق‌م تااسلامی                | ۷۶ کیلومتری غرب شهرستان زنجان، بخش مرکزی، دهستان قره پشتکوی بالا، روستای برونده                  | ۶۱۶۸      | ۱۳۸۱/۰۷/۰۷ |       |
| ۷۵   | کاروان‌سرای دخان                           |                | قاجاریه                             | شهرستان زنجان، جنوب بافت قدیمی زنجان                                                             | ۶۱۶۹      | ۱۳۸۱/۰۷/۰۷ |       |
| ۷۶   | کچل تپه تیکمه داش                         |                | هزاره دو ق‌م                         | زنجان، شهرستان زنجان، بخش مرکزی، ۶۰۰ متری جنوب روستای تیکمه داش                                  | ۶۱۹۹      | ۱۳۸۱/۰۷/۰۷ |       |
| ۷۷   | منجیق تپه تیکمه داش                       |                | تاریخی                              | زنجان، شهرستان زنجان، بخش مرکزی، ۶۰۰ متری روستای تیکمه داش                                       | ۶۲۰۰      | ۱۳۸۱/۰۷/۰۷ |       |
| ۷۸   | تپه تاریخی اورته بلاغ                     |                | اواخرتاریخی                         | زنجان، شهرستان زنجان، بخش مرکزی، روستای اورته بلاغ                                               | ۶۲۰۱      | ۱۳۸۱/۰۷/۰۷ |       |
| ۷۹   | تپه آسیاب                                 |                | هزاره دو ق‌م                         | استان زنجان، شهرستان زنجان، بخش مرکزی، روستای تیکمه داش                                          | ۶۲۰۲      | ۱۳۸۱/۰۷/۰۷ |       |
| ۸۰   | تپه اورتاچمن                              |                | تاریخی                              | استان زنجان، شهرستان زنجان، بخش زنجانرود، دو کیلومتری روستای دوسران                              | ۶۲۰۳      | ۱۳۸۱/۰۷/۰۷ |       |
| ۸۱   | بنو تپه                                   |                | اشکانی (پارت) ـ ساسانی              | استان زنجان، شهرستان زنجان، بخش مرکزی، دهستان قره پشتلو بالا، ۱/۷ کیلومتری شمال شرق روستای قره ت | ۶۲۴۵      | ۱۳۸۱/۰۷/۰۷ |       |
| ۸۲   | تپه ده‌باشی                                |                | تاریخی                              | استان زنجان، شهرستان رنجان، بخش قره پشتلوی بالا، دو کیلومتری جنوب روستای جوره کندی               | ۶۲۴۶      | ۱۳۸۱/۰۷/۰۷ |       |
| ۸۳   | تپه قلعه آق کند                           |                | تاریخی                              | شهرستان زنجان، بخش مرکزی، روستای آق کند                                                          | ۶۲۴۷      | ۱۳۸۱/۰۷/۰۷ |       |
| ۸۵   | تپه نوهل                                  |                | تاریخی                              | شهرستان زنجان، بخش مرکزی، دهستان قره پشتلو بالا، ۳ کیلومتری غرب روستای سهرین                     | ۶۲۴۸      | ۱۳۸۱/۰۷/۰۷ |       |
| ۸۶   | تپه آسیاب                                 |                | اواخر تاریخی                        | شهرستان زنجان، بخش مرکزی، دهستان قره پشتلو، یک کیلومتری جنوب غربی روستای ولیاران                 | ۶۲۴۹      | ۱۳۸۱/۰۷/۰۷ |       |
| ۸۷   | حمام تپه کوچک                             |                | تاریخی و اسلامی                     | شهرستان زنجان، بخش مرکزی، دهستان قره پشتلو بالا، ۳ کیلومتری شرق روستای جلیل‌آباد                  | ۶۲۵۰      | ۱۳۸۱/۰۷/۰۷ |       |
| ۸۸   | غازان‌تپه                                  |                | تاریخی ـ اسلامی                     | شهرستان زنجان، بخش سجاسرود، ۳ کیلومتری روستای کشک آباد                                           | ۶۲۵۱      | ۱۳۸۱/۰۷/۰۷ |       |
| ۸۹   | دوشان‌تپه                                  |                | ساسانی                              | استان زنجان، شهرستان زنحان، بخش مرکزی، دهستان قره پشتلوی بالا، ۷۰۰ متری شمال روستای جوره کندی    | ۶۲۵۲      | ۱۳۸۱/۰۷/۰۷ |       |
| ۹۰   | تپه آقلی داش                              |                | ساسانی                              | شهرستان زنجان، بخش زنجانرود، دهستان قره پشتلوی بالا شمال غرب روستای قاشقا تپه                    | ۶۳۸۰      | ۱۳۸۱/۰۷/۰۷ |       |
| ۹۱   | تپه اربابی کوچک                           |                | هزاره ۳ و دو ق. م                   | شهرستان زنجان، دهستان قره پشتلوی بالا، بخش مرکزی، یک کیلومتری شمال غرب روستای سهرین              | ۶۳۸۱      | ۱۳۸۱/۰۷/۰۷ |       |
| ۹۲   | تپه بابا گول بالا                         |                | اواخرتاریخی ـ ساسانی                | شهرستان زنجان، بخش مرکزی، دهستان قره پشتلوی بالا، دو کیلومتری شرق روستای جلیل‌آباد                | ۶۳۸۲      | ۱۳۸۱/۰۷/۰۷ |       |
| ۹۳   | تپه قره قوش لان                           |                | اواخر تاریخی                        | شهرستان زنجان، بخش مرکزی، دهستان قره پشتلوی بالا جنوب روستای سهرین                               | ۶۳۸۴      | ۱۳۸۱/۰۷/۰۷ |       |
| ۹۴   | تپه گورستان ارقین                         |                | ساسانی ـ قرون اولیه اسلامی          | شهرستان زنجان، بخش سجاسرود، دهستان آق بلاغ، شمال روستای ارقین                                    | ۶۴۲۵      | ۱۳۸۱/۰۷/۰۷ |       |
| ۹۵   | تپه اوراچی                                |                | هزاره ۵ ق‌م                          | شهرستان زنجان، بخش مرکزی، دهستان قره پشتلو بالا جنوب غرب روستای باغ                              | ۶۶۹۸      | ۱۳۸۱/۱۰/۱۰ |       |
| ۹۶   | تپه بلوغ                                  |                | هزاره ۴ و ۳ ق. م                    | شهرستان زنجان، بخش مرکزی، دهستان قره پشتلو بالا شمال شرق روستای بلوغ                             | ۶۶۹۹      | ۱۳۸۱/۱۰/۱۰ |       |
| ۹۷   | تپه گورستان کهنه                          |                | قرون اولیه اسلامی                   | شهرستان زنجان، بخش مرکزی، دهستان قره پشتلوی بالا، جنوب غرب روستای جوزه کندی                      | ۶۷۰۰      | ۱۳۸۱/۱۰/۱۰ |       |
| ۹۸   | تپه گورستان پل آقاج                       |                | قرون میانه اسلامی                   | شهرستان زنجان، بخش مرکزی، دهستان قره پشتلوه، روستای پل آقاج                                      | ۶۷۰۱      | ۱۳۸۱/۱۰/۱۰ |       |
| ۹۹   | تپه دوسران                                |                | قرون اولیه اسلامی                   | شهرستان زنجان، بخش مرکزی، دهستان قره پشتلو بالا، ۳۰۰ متری شمال روستای دوسران                     | ۷۴۰۶      | ۱۳۸۱/۱۱/۱۲ |       |
| ۱۰۰  | تپه حمام بزرگ                             |                | ساسانی                              | شهرستان زنجان، بخش مرکزی، دهستان قره پشتلو بالا، ۳ کیلومتری شرق روستای جلیل‌آباد                  | ۷۴۰۷      | ۱۳۸۱/۱۱/۱۲ |       |
| ۱۰۱  | تپه گورستان ارمغانخانه                    |                | هخامنشی ـ ساسانی                    | شهرستان زنجان، بخش مرکزی، دهستان قره پشتلو بالا، دو کیلومتری غرب روستای ارمغانخانه               | ۷۴۰۸      | ۱۳۸۱/۱۱/۱۲ |       |
| ۱۰۲  | تپه بالا جاتپه                            |                | ساسانی                              | شهرستان زنجان، بخش مرکزی، دهستان قره پشتلو بالا، یک کیلومتری جنوب روستای قره تپه                 | ۷۴۰۹      | ۱۳۸۱/۱۱/۱۲ |       |
| ۱۰۳  | تپه گل حصار                               |                | ساسانی                              | شهرستان قیدار، بخش سجاسرود، دهستان سجاسرود، ۵ کیلومتری روستای سجاس                               | ۷۴۱۰      | ۱۳۸۱/۱۱/۱۲ |       |
| ۱۰۴  | تپه گورستان نوهل                          |                | ساسانی                              | شهرستان زنجان، بخش مرکزی، دهستان قره پشتلو بالا، ۲/۸ کیلومتری غرب روستای سهرین                   | ۷۴۱۱      | ۱۳۸۱/۱۱/۱۲ |       |
| ۱۰۵  | کبریت‌سازی سه‌ستاره زنجان                   |                | پهلوی اول                           | شهرستان زنجان، بافت قدیم شهرستان زنجان، خیابان کارگر (صفا) نرسیده به بلوار چمران                 | ۷۴۱۲      | ۱۳۸۱/۱۱/۱۲ |       |
| ۱۰۶  | تپه گورستان اربابی                        |                | اشکانی (پارت) ـ ساسانی              | شهرستان زنجان، بخش مرکزی، دهستان قره پشتلو بالا، روستای سهرین                                    | ۷۴۹۹      | ۱۳۸۱/۱۲/۱۷ |       |
| ۱۰۷  | تپه بابا گول                              |                | اشکانی (پارت) ـ ساسانی              | شهرستان زنجان، بخش مرکزی، دهستان قره پشتلوی بالا، روستای جلیل‌آباد                                | ۷۵۰۰      | ۱۳۸۱/۱۲/۱۷ |       |
| ۱۰۹  | تپه گوی بولاغ                             |                | ساسانی                              | شهرستان زنجان، بخش مرکزی، دهستان قره پشتلو، ۸۰۰ متری جنوب غربی روستای ولیاران                    | ۷۷۲۵      | ۱۳۸۱/۱۲/۱۷ |       |
| ۱۱۰  | شاه‌مرادتپه                                |                | اشکانی (پارت) ـ ساسانی              | شهرستان زنجان، بخش مرکزی، دهستان قره پشتلوی بالا، روستای قره تپه                                 | ۷۸۱۵      | ۱۳۸۱/۱۲/۱۷ |       |
| ۱۱۱  | اوزلیک تپه                                |                | قرون اولیه اسلامی                   | زنجان، بخش مرکزی، دهستان قره پشتلو بالا، فاصله ۳/۵ کیلومتری روستای گلجه                          | ۸۷۶۴      | ۱۳۸۲/۰۳/۱۰ |       |
| ۱۱۲  | تپه داش آتن                               |                | قرون اولیه اسلامی                   | زنجان، بخش مرکزی، دهستان معجزات، فاصله دو کیلومتری شرق روستای بولاماجی                           | ۸۷۶۵      | ۱۳۸۲/۰۳/۱۰ |       |
| ۱۱۳  | عابد تپه                                  |                | ساسانی                              | شهرستان زنجان، بخش مرکزی، دهستان معجزات، فاصله ۲/۵ کیلومتری جنوب روستای قیزجه                    | ۹۴۴۴      | ۱۳۸۲/۰۵/۱۴ |       |
| ۱۱۴  | مقبره سید (میرزا) ابوالقاسم مجتهد میرزایی |                | قاجاریه                             | شهرستان زنجان، انتهای خیابان امام نرسیده به میدان ۱۵ خرداد کوچه رضایی                            | ۹۴۴۵      | ۱۳۸۲/۰۵/۱۴ |       |
| ۱۱۵  | تپه قلعه (ضیاآباد)                        |                | ساسانی                              | شهرستان زنجان، بخش مرکزی، دهستان زنجانرود بالا، چسبیده به بافت جنوبی روستای ضیاآباد              | ۹۴۶۵      | ۱۳۸۲/۰۵/۱۴ |       |
| ۱۱۶  | تپه چهل بلاغ کوچک                         |                | هزاره یک ق‌م                         | شهرستان زنجان، بخش مرکزی، دهستان معجزات، فاصله ۵ کیلومتری شرق روستای نیماور                      | ۹۴۶۶      | ۱۳۸۲/۰۵/۱۴ |       |
| ۱۱۷  | حمام تپه                                  |                | ساسانی                              | شهرستان زنجان، بخش مرکزی، دهستان قره پشتلو پائین، فاصله ۳ کیلومتری جنوب روستای قبله بلاغ         | ۹۴۶۷      | ۱۳۸۲/۰۵/۱۴ |       |
| ۱۱۸  | تپه چمبلی بل                              |                | ساسانی                              | شهرستان زنجان، بخش مرکزی، دهستان بوغدا کندی، فاصله ۱/۵ کیلومتری شمال روستای قلی کندی             | ۹۴۶۸      | ۱۳۸۲/۰۵/۱۴ |       |
| ۱۱۹  | آق‌تپه                                     |                | ساسانی                              | شهرستان زنجان، بخش مرکزی، دهستان قره پشتلو بالا، فاصله ۶۰۰ متری شمال روستای بهرام بیگ            | ۹۴۶۹      | ۱۳۸۲/۰۵/۱۴ |       |
| ۱۲۰  | تپه شاه تپه سی                            |                | هزاره یک ق‌م ـ هخامنشی               | شهرستان زنجان، بخش مرکزی، دهستان معجزات، فاصله یک کیلومتری شمالغرب روستای ریحان                  | ۹۶۸۵      | ۱۳۸۲/۰۵/۲۷ |       |
| ۱۲۱  | تپه جهانگیر                               |                | ساسانی                              | شهرستان زنجان، بخش مرکزی، دهستان معجزات، فاصله ۳۰۰ متری غرب روستای بایندر                        | ۹۶۸۶      | ۱۳۸۲/۰۵/۲۷ |       |
| ۱۲۲  | تپه گورستان قدیمی                         |                | متاخر اسلامی                        | شهرستان زنجان، بخش مرکزی، دهستان زنجانرود بالا، فاصله ۲۰۰ متری جنوب روستای ینکجه                 | ۹۶۸۷      | ۱۳۸۲/۰۵/۲۷ |       |
| ۱۲۳  | تپه الو کندی                              |                | ساسانی                              | شهرستان زنجان، بخش مرکزی، دهستان زنجانرود بالا، فاصله ۶ کیلومتری شرق روستای مجینه                | ۹۶۸۸      | ۱۳۸۲/۰۵/۲۷ |       |
| ۱۲۴  | پورسخلو تپه                               |                | ساسانی                              | شهرستان زنجان، بخش مرکزی، دهستان قره پشتلو پایین، فاصله ۱۰۰ متری شمال روستای سالار آباد          | ۹۶۸۹      | ۱۳۸۲/۰۵/۲۷ |       |
| ۱۲۵  | کند تپه                                   |                | قرون میانه اسلامی                   | شهرستان زنجان، بخش مرکزی، دهستان زنجانرود بالا، فاصله ۷۰۰ متری جنوب روستای ملالر                 | ۹۶۹۰      | ۱۳۸۲/۰۵/۲۷ |       |
| ۱۲۶  | تپه ولد کندی                              |                | ساسانی                              | شهرستان زنجان، بخش مرکزی، دهستان قره پشتلو بالا، فاصله ۴ کیلومتری شمال روستای اسلام‌آباد          | ۱۰۰۴۶     | ۱۳۸۲/۰۶/۲۳ |       |
| ۱۲۷  | تپه داش گل کوچک                           |                | ساسانی                              | شهرستان زنجان، بخش مرکزی، دهستان بوغداکندی، فاصله دو کیلومتری جنوب روستای سعید کندی              | ۱۰۰۴۷     | ۱۳۸۲/۰۶/۲۳ |       |
| ۱۲۸  | تپه قدیمی ریحان                           |                | اشکانی (پارت) ـ ساسانی              | شهرستان زنجان، بخش مرکزی، دهستان معجزات، فاصله ۸۰۰ متری شمال روستای ریحان                        | ۱۰۰۴۸     | ۱۳۸۲/۰۶/۲۳ |       |
| ۱۲۹  | تپه گورستان شیخ حسن                       |                | تاریخی ـ ساسانی                     | شهرستان زنجان، بخش مرکزی، دهستان معجزات، فاصله ۴ کیلومتری شرق روستای چورزق                       | ۱۰۰۴۹     | ۱۳۸۲/۰۶/۲۳ |       |
| ۱۳۰  | دلیک تپه                                  |                | هزاره یک ق‌م                         | شهرستان زنجان، بخش مرکزی، دهستان قره پشتلو بالا، فاصله ۳ کیلومتری جنوب غربی روستای مشکین         | ۱۰۰۵۰     | ۱۳۸۲/۰۶/۲۳ |       |
| ۱۳۱  | تپه کلک‌لی                                 |                | هزاره یک ق‌م                         | شهرستان زنجان، بخش مرکزی، دهستان معجزات، فاصله دو کیلومتری شمال روستای قلی کندی                  | ۱۰۰۵۱     | ۱۳۸۲/۰۶/۲۳ |       |
| ۱۳۲  | تپه امامزاده                              |                | کالکولتیک (مس و سنگ)                | شهرستان زنجان، بخش مرکزی، دهستان معجزات، فاصله ۸۰۰ متری جنوب شرقی روستای دیزج                    | ۱۰۰۵۲     | ۱۳۸۲/۰۶/۲۳ |       |
| ۱۳۳  | تپه (محوطه) قانلی بلاغ                    |                | قرون اولیه اسلامی                   | شهرستان زنجان، بخش مرکزی، دهستان زنجان رود بالا، فاصله ۵ کیلومتری شمال غرب روستای سقل طولی       | ۱۰۳۵۱     | ۱۳۸۲/۰۷/۰۱ |       |
| ۱۳۴  | تپه شیخ حسن                               |                | ساسانی                              | شهرستان زنجان، بخش مرکزی، دهستان معجزات، فاصله ۴ کیلومتری غرب روستای دوران                       | ۱۰۳۵۲     | ۱۳۸۲/۰۷/۰۱ |       |
| ۱۳۵  | منجیق تپه                                 |                | ساسانی                              | شهرستان زنجان، بخش مرکزی، دهستان قره پشتلو بالا، ضلع غربی روستای تکمه داش                        | ۱۰۳۵۳     | ۱۳۸۲/۰۷/۰۱ |       |
| ۱۳۶  | تپه قمشلو                                 |                | قرون اولیه اسلامی                   | شهرستان زنجان، بخش مرکزی، دهستان زنجان رود بالا، فاصله یک کیلومتری شمال شرقی روستای سقل طولی     | ۱۰۳۵۴     | ۱۳۸۲/۰۷/۰۱ |       |
| ۱۳۷  | معدن نمک چهرآباد                          |                | عصر آهن تا ساسانی                   | شهرستان زنجان، بخش مرکزی، دهستان علی‌آباد، یک کیلومتری جنوب روستای حمزه لو                        | ۱۳۹۰۲     | ۱۳۸۴/۱۱/۰۹ |       |
| ۱۳۸  | خانه بهمنی                                |                | پهلوی اول                           | شهر زنجان، خ امام (ره)، خ خواجه نصیر طوسی، ک توفیقی، پ ۷۸/۱، ۷۸                                  | ۲۰۱۵۰     | ۱۳۸۶/۰۸/۲۲ |       |
| ۱۳۹  | برج و بارو زنجان                          |                | سلجوقی                              | شهر زنجان، انتهای خ اصغریه، ک پشت پرسی گاز، پلاک ۱۷                                              | ۲۳۸۷۹     | ۱۳۸۷/۱۰/۰۹ |       |
| ۱۴۰  | تپه کهنه کت یری                           |                | اشکای ـ ساسانی ـ قرون میانه اسلامی  | شهرستان زنجان، بخش مرکزی، دهستان قلتوق، ۱۰۰ م شمال روستای کلتکه                                  | ۲۵۳۱۰     | ۱۳۸۷/۱۲/۱۸ |       |
| ۱۴۱  | تپه گلیک چای                              |                | هخامنشی ـ اشکانی                    | شهرستان زنجان، بخش مرکزی، دهستان قلتوق، ۱/۲ کیلومتری شمال روستای حاجی بچه                        | ۲۵۳۱۱     | ۱۳۸۷/۱۲/۱۸ |       |
| ۱۴۲  | محوطه قوی بلاغی                           |                | اشکانی ـ ساسانی                     | شهرستان زنجان، بخش مرکزی، دهستان بوغدا کندی، یک کیلومتری جنوب غرب روستای دهشیر علیا              | ۲۵۳۱۲     | ۱۳۸۷/۱۲/۱۸ |       |
| ۱۴۳  | تپه سولولار                               |                | مس و سنگ                            | شهرستان زنجان، بخش مرکزی، دهستان قلتوق، ۸۰۰ م شمال غربی روستای حاجی بچه                          | ۲۵۳۱۳     | ۱۳۸۷/۱۲/۱۸ |       |
| ۱۴۴  | محوطه کلارخاج                             |                | آهن ـ اشکانی                        | شهرستان زنجان، بخش مرکزی، دهستان بوغداکندی، ۳ کیلومتری غرب روستای تلخاب                          | ۲۵۳۱۴     | ۱۳۸۷/۱۲/۱۸ |       |
| ۱۴۵  | محوطه علی بلاغ                            |                | اشکانی ـ ساسانی                     | شهرستان زنجان، بخش مرکزی، دهستان بوغدا کندی، دو کیلومتری غرب روستای کاوند                        | ۲۵۳۱۵     | ۱۳۸۷/۱۲/۱۸ |       |
| ۱۴۶  | تپه یانوخ گوزه                            |                | قرون میانه اسلامی                   | شهرستان زنجان، بخش مرکزی، دهستان قلتوق، یک کیلومتری شمال شرق روستای حاجی بچه                     | ۲۵۳۱۷     | ۱۳۸۷/۱۲/۱۸ |       |
| ۱۴۷  | محوطه قارقا دورماز                        |                | مس و سنگ ـ برنز                     | شهرستان زنجان، بخش مرکزی، دهستان بوغدا کندی، دو کیلومتری غربی روستای جشن سرا                     | ۲۵۳۱۸     | ۱۳۸۷/۱۲/۱۸ |       |
| ۱۴۸  | تپه قلقل دره                              |                | مفرغ ـ هخامنشی ـ اشکانی             | شهرستان زنجان، بخش مرکزی، دهستان بوغدا کندی، یک کیلومتری غرب روستای شاه بداغ                     | ۲۵۳۱۹     | ۱۳۸۷/۱۲/۱۸ |       |
| ۱۴۹  | محوطه مراد دره سی                         |                | هخامنشی ـ اشکانی                    | شهرستان زنجان، بخش مرکزی، دهستان بوغدا کندی، ۱۵۰ م جنوب شرق روستای بوغدا کندی                    | ۲۵۳۲۰     | ۱۳۸۷/۱۲/۱۸ |       |
| ۱۵۰  | تپه خانم دوشان‌تپه‌سی                       |                | ساسانی ـ قرون اولیه و میانه اسلامی  | شهرستان زنجان، بخش مرکزی، دهستان بوغدا کندی، یک کیلومتری شمال غرب روستای گل بلاغی                | ۲۵۳۲۱     | ۱۳۸۷/۱۲/۱۸ |       |
| ۱۵۱  | تپه کاروان‌سرا گل تپه                      |                | قرون میانه اسلامی                   | شهرستان زنجان، بخش مرکزی، دهستان بوغدا کندی، یک کیلومتری جنوب روستای گل تپه                      | ۲۵۳۲۲     | ۱۳۸۷/۱۲/۱۸ |       |
| ۱۵۲  | تپه گوگجه قیا                             |                | هخامنشی ـ اشکانی                    | شهرستان زنجان، بخش مرکزی، دهستان قلتوق، شمال روستای گوگجه قیا، چسبیده به خانه‌های روستا           | ۲۵۳۲۳     | ۱۳۸۷/۱۲/۱۸ |       |
| ۱۵۳  | تپه پول دره                               |                | قرون میانه اسلامی                   | شهرستان زنجان، بخش مرکزی، دهستان قلتوق، ۱/۸ کیلومتری جنوب شرقی روستای دهشیر سفلی                 | ۲۵۳۲۴     | ۱۳۸۷/۱۲/۱۸ |       |
| ۱۵۴  | تپه قلعه ۱                                |                | قرون میانه اسلامی                   | شهرستان زنجان، بخش مرکزی، دهستان قلتوق، ۱/۶ کیلومتری جنوب شرق روستای خاتون کندی                  | ۲۵۳۲۵     | ۱۳۸۷/۱۲/۱۸ |       |
| ۱۵۵  | تپه قلعه ۲                                |                | قرون میانه اسلامی                   | شهرستان زنجان، بخش مرکزی، دهستان قلتوق، ۱/۵ کیلومتری جنوب شرقی روستای خاتون کندی                 | ۲۵۳۲۶     | ۱۳۸۷/۱۲/۱۸ |       |
| ۱۵۶  | تپه چای قبری                              |                | اشکانی ـ ساسانی                     | شهرستان زنچان، بخش مرکزی، دهستان قلتوق، ۱/۴ کیلومتری جنوب شرقی روستای خاتون کندی                 | ۲۵۳۲۷     | ۱۳۸۷/۱۲/۱۸ |       |
| ۱۵۷  | محوطه دوز یول                             |                | اشکانی                              | شهرستان زنجان، بخش مرکزی، دهستان قتلوق، ۱/۶ کیلومتری شمال شرق روستای حاجی بچه                    | ۲۵۳۲۸     | ۱۳۸۷/۱۲/۱۸ |       |
| ۱۵۸  | تپه قلاچه                                 |                | قرون میانه اسلامی                   | شهرستان زنجان، بخش مرکزی، دهستان بوغدا کندی، ۱۰۰ م جنوب روستای دهشیر علیا                        | ۲۵۳۳۵     | ۱۳۸۷/۱۲/۱۸ |       |
| ۱۵۹  | محوطه کمالی دوزوی                         |                | آهن ـ هخامنشی                       | شهرستان زنجان، بخش مرکزی، دهستان قلتوق، ۲/۲ کیلومتری شمال روستای چایرلو                          | ۲۵۳۳۷     | ۱۳۸۷/۱۲/۱۸ |       |
| ۱۶۰  | محوطه درویش دره                           |                | اشکانی                              | شهرستان زنجان، بخش مرکزی، دهستان قلتوق، ۱/۶ کیلومتری شمال غرب روستای خاتون کندی                  | ۲۵۳۳۸     | ۱۳۸۷/۱۲/۱۸ |       |
| ۱۶۱  | تپه یوخاری چای                            |                | تاریخی                              | شهرستان زنجان، بخش مرکزی، دهستان بوغدا کندی، ۰/۵ کیلومتری شمال غرب روستای گل بداغ                | ۲۵۳۴۸     | ۱۳۸۷/۱۲/۱۸ |       |
| ۱۶۲  | محوطه درمان قاباغی                        |                | آهن ـ هخامنشی                       | شهرستان زنجان، بخش مرکزی، دهستان قلتوق، ۱/۵ کیلومتری شمال شرقی روستای شیخ جابر                   | ۲۵۹۳۶     | ۱۳۸۷/۱۲/۲۶ |       |
| ۱۶۳  | تپه سلطان جلبی                            |                | آهن ـ هخامنشی                       | شهرستان زنجان، بخش مرکزی، دهستان قلتوق، ۱/۵ کیلومتری شمال شرقی روستای شیخ جابر                   | ۲۵۹۳۷     | ۱۳۸۷/۱۲/۲۶ |       |
| ۱۶۴  | تپه چهارشوت تپه سی ۱                      |                | قرون اولیه و میانه اسلامی           | شهرستان زنجان، بخش مرکزی، دهستان قلتوق، ۱۰۰ م شمال شرقی روستای شیخ جابر                          | ۲۵۹۳۸     | ۱۳۸۷/۱۲/۲۶ |       |
| ۱۶۵  | تپه چهارشوت تپه سی ۲                      |                | قرون میانه اسلامی                   | شهرستان زنجان، بخش مرکزی، دهستان قلتوق، ۱۰۰ م شمال شرقی روستای شیخ جابر                          | ۲۵۹۳۹     | ۱۳۸۷/۱۲/۲۶ |       |
| ۱۶۶  | قلعه هورگی                                |                | قرون متاخر اسلامی                   | شهرستان زنجان، بخش مرکزی، دهستان بوغدا کندی، ۵ کیلومتری شمال شرقی روستای گل بلاغی                | ۲۵۹۴۲     | ۱۳۸۷/۱۲/۲۶ |       |
| ۱۶۷  | قلعه قلتوق                                |                | قاجاریه                             | شهرستان زنجان، بخش مرکزی، دهستان قلتوق، چسبیده به جنوب غربی روستای قلتوق                         | ۲۵۹۴۴     | ۱۳۸۷/۱۲/۲۶ |       |
| ۱۶۸  | تپه خسرو بلاغی                            |                | اشکانی ـ ساسانی ـ قرون میانه اسلامی | شهرستان زنجان، بخش مرکزی، دهستان قلتوق، ۲/۱ کیلومتری شمال شرقی روستای شیخ جابر                   | ۲۵۹۴۷     | ۱۳۸۷/۱۲/۲۶ |       |
| ۱۶۹  | تپه قورت یاتان                            |                | آهن                                 | شهرستان زنجان، بخش مرکزی، دهستان قلتوق، ۳ کیلومتری شمال روستای شیخ جابر                          | ۲۵۹۴۸     | ۱۳۸۷/۱۲/۲۶ |       |
| ۱۷۰  | محوطه شیرزاد                              |                | قرون میانه اسلامی                   | شهرستان زنجان، بخش مرکزی، دهستان بوغدا کندی، ۳ کیلومتری شمال شرق روستای کاوند                    | ۲۵۹۴۹     | ۱۳۸۷/۱۲/۲۶ |       |
| ۱۷۱  | تپه دمیر پخت                              |                | آهن ـ هخامنشی                       | شهرستان زنجان، بخش مرکزی، دهستان قلتوق، ۳/۱ کیلومتری شمال غرب روستای شیخ جابر                    | ۲۵۹۵۰     | ۱۳۸۷/۱۲/۲۶ |       |
| ۱۷۲  | تپه داش گل تپه سی                         |                | اشکانی ـ ساسانی                     | شهرستان زنجان، بخش مرکزی، دهستان بوغدا کندی، یک کیلومتری غرب روستای سیدکندی                      | ۲۵۹۵۴     | ۱۳۸۷/۱۲/۲۶ |       |
| ۱۷۳  | تپه قلعه داغی                             |                | اشکانی ـ ساسانی                     | شهرستان زنجان، بخش مرکزی، دهستان بوغدا کندی، ۱/۲ کیلومتری شرق روستای آق کند                      | ۲۵۹۵۵     | ۱۳۸۷/۱۲/۲۶ |       |
| ۱۷۴  | تپه قرقا تپه                              |                | هخامنشی ـ اشکانی                    | شهرستان زنجان، بخش مرکزی، دهستان بوغدا کندی، ۱/۵ کیلومتری جنوب شرقی روستای سنقر                  | ۲۵۹۵۶     | ۱۳۸۷/۱۲/۲۶ |       |
| ۱۷۵  | محوطه دبهر                                |                | اشکانی ـ ساسانی                     | شهرستان زنجان، بخش مرکزی، دهستان بوغدا کندی، یک کیلومتری شمال روستای سنقر                        | ۲۵۹۵۷     | ۱۳۸۷/۱۲/۲۶ |       |
| ۱۷۶  | تپه قلعه تپه سی                           |                | قرون میانه اسلامیَ                   | شهرستان زنجان، بخش مرکزی، دهستان بوغدا کندی، ۰/۸ کیلومتری شمال روستای گل بلاغی                   | ۲۵۹۵۹     | ۱۳۸۷/۱۲/۲۶ |       |
| ۱۷۷  | تپه قلعه                                  |                | قرون میانه اسلام                    | شهرستان زنجان، بخش مرکزی، دهستان بوغدا کندی، شمال روستای مرصع                                    | ۲۵۹۶۰     | ۱۳۸۷/۱۲/۲۶ |       |
| ۱۷۸  | محوطه گلیک بوین                           |                | اشکانی ـ ساسانی                     | شهرستان زنجان، بخش مرکزی، دهستان قلتوق، ۱/۸ کیلومتری شمال شرقی روستای حاجی بچه                   | ۲۵۹۶۲     | ۱۳۸۷/۱۲/۲۶ |       |